# هارمونيكا (فلم)
يحكى الفيلم عن «شاهين» محمود عبد العزيز ذلك الرجل الذي يرفض زماننا ويتمسك بالزمن الجميل الذي مضى ومضت معه كل قيمه ومبادئه واخلاقه، يعيش شاهين مع اخته «نعومة» زيزى البدراوي التي يهجرها زوجها وأيضا مع شقيقه الشاب «سيف» أحمد السقا الذي يبدو تائها يبحث عن سكة يسير فيها ويعيش صراعا داخليا بين القيم والمبادئ والاخلاق التي تسكنه بالوراثة وبقربه من أخيه شاهين
وبين رغبات الشباب في الاندفاع والتهور والانتقام حتى تأتى اللحظة الحاسمة التي تنتصر فيها داخل سيف المبادئ على الرغبات الجامحة تلك اللحظة التي يقرر فيها سيف الانتقام لصديقه الذي هجرته خطيبته لشاب آخر أكثر ثراء فيخطفها ويقدمها هدية لصديقه لاغتصابها
وفي الوقت الذي سيبدأ فيه صديقه عملية الاغتصاب تصرخ الفتاة مستنجدة «لا وحياة أبوك يا سيف» هنا وفي هذه اللحظة تستيقظ روح الشهامة داخل سيف لينقذ الفتاة رغم المعركة الضارية التي وقعت بينه وبين صديقه.
وبدور سيف أعلن أحمد السقا عن وجوده وأثبت انه مكسب حقيقى للسينما المصرية

## بطولة
محمود عبد العزيز – إلهام شاهين
أحمد السقا – زيزي البدراوي – داليا إبراهيم

## تأليف
عاطف بكري

## إخراج
فخر الدين نجيده

## موسيقى
عمرو أبو ذكري

## إنتاج
1997

## وصلات خارجية
- مقالات تستعمل روابط فنية بلا صلة مع ويكي بيانات